# Municipio de Torsås
El municipio de Torsås (en sueco: Torsås kommun) es un municipio en la provincia de Kalmar, al sur de Suecia. Su sede se encuentra en la localidad de Torsås. El municipio actual se formó en 1971, cuando la ciudad de Torsås se fusionó con Söderåkra.

## Geografía
El municipio es el más meridional de la provincia de Kalmar, localizado en la parte sur del estrecho de Kalmar en la costa de Småland. Limita al norte con el municipio de Kalmar, al oeste con Emmaboda y al sur con Karlskrona en la provincia de Blekinge.

## Localidades
Hay 3 áreas urbanas (tätort) en el municipio:
| # | Tätort    | Población |
| - | --------- | --------- |
| 1 | Torsås    | 1,829     |
| 2 | Bergkvara | 974       |
| 3 | Söderåkra | 963       |